# Jonas Rickaert
Jonas Rickaert, né le 7 février 1994 à Vive-Saint-Éloi, est un coureur cycliste belge. Il évolue au sein de l'équipe Alpecin-Deceuninck. 

## Biographie
En aout 2020, il s'adjuge une étape du Tour du Brabant flamand ainsi que la course À travers le Hageland.

## Palmarès sur route

### Par année
- 2009[2]

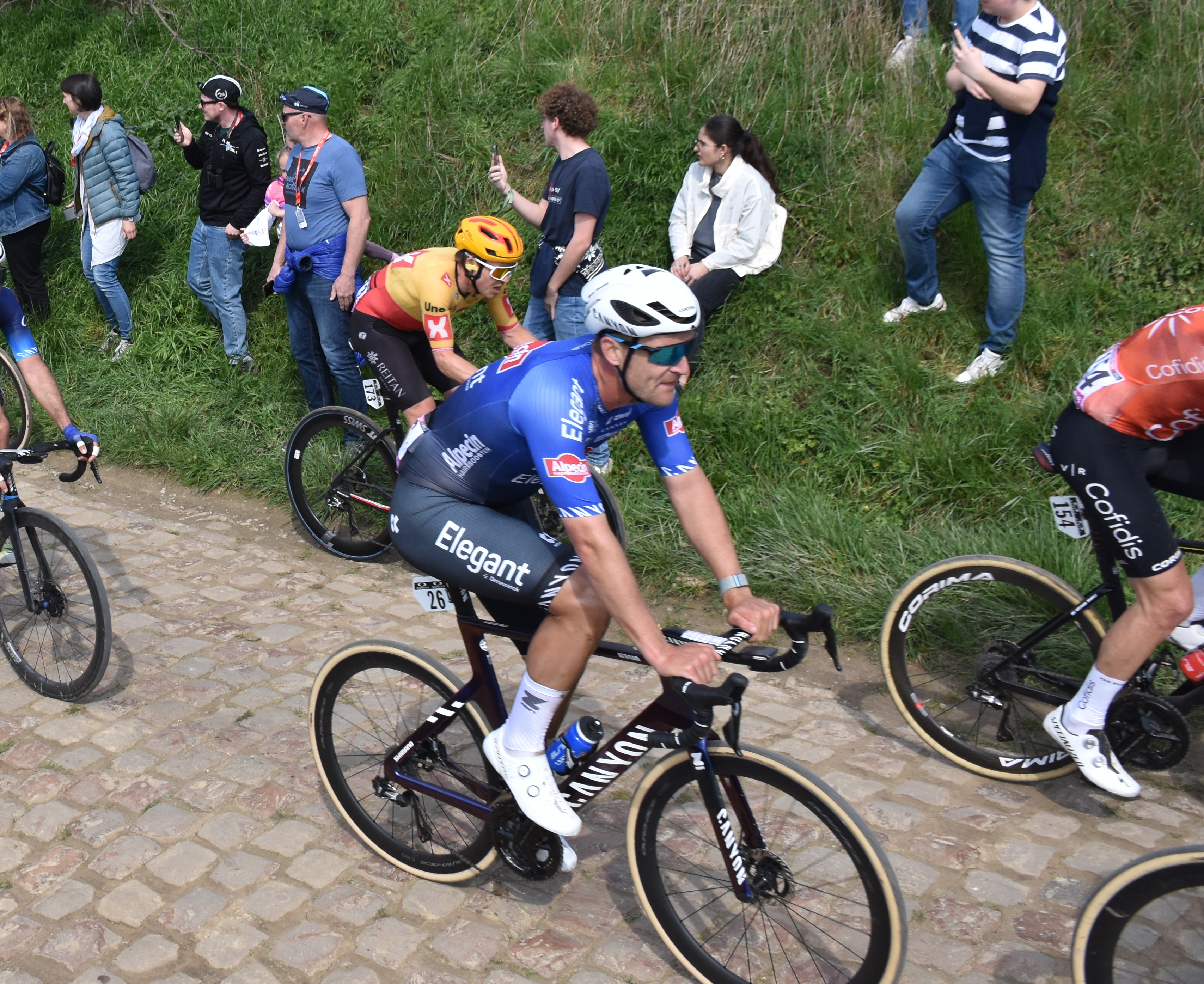
Paris-Roubaix 2023 - Secteur pavé de Quiévy à Saint-Python - N° 26 Jonas Rickaert.

  - Champion de Flandre-Occidentale débutants 1re année
  - 3e du championnat de Belgique débutants 1re année
- 2011
  - Champion de Flandre-Occidentale du contre-la-montre juniors
  - 3e étape de la Coupe du Président de la Ville de Grudziadz
- 2012
  - Coupe du Président de la Ville de Grudziadz :
    - Classement général
    - 1reb étape

  - Prologue et 4e étape de la Ster van Zuid-Limburg
  - 2ea étape du Keizer der Juniores (contre-la-montre)
  - 2e du Keizer der Juniores
- 2014
  - 3e du Tour de Gironde
- 2016
  - Grand Prix Frans Melckenbeek
  - 2e du Trofee Maarten Wynants
  - 3e de la Ruddervoorde Koerse
- 2017
  - Grand Prix Marcel Kint
  - 3e du Grand Prix Raf Jonckheere
- 2018
  - 2e du Grote Prijs Gemeente Kortemark
  - 3e de la Puivelde Koerse
- 2019
  - 2e du Grand Prix José Dubois
- 2020
  - 3e étape du Tour du Brabant flamand
  - À travers le Hageland
  - 10e des Trois Jours de Bruges-La Panne
- 2021
  - Grand Prix Raf Jonckheere
  - 3e de la Flèche de Heist
- 2023
  - Grand Prix Briek Schotte
  - 3e de la Puivelde Koerse
  - 6e de la Classic Bruges-La Panne
- 2024
  - Zwevezele Koers

### Résultats sur les grands tours

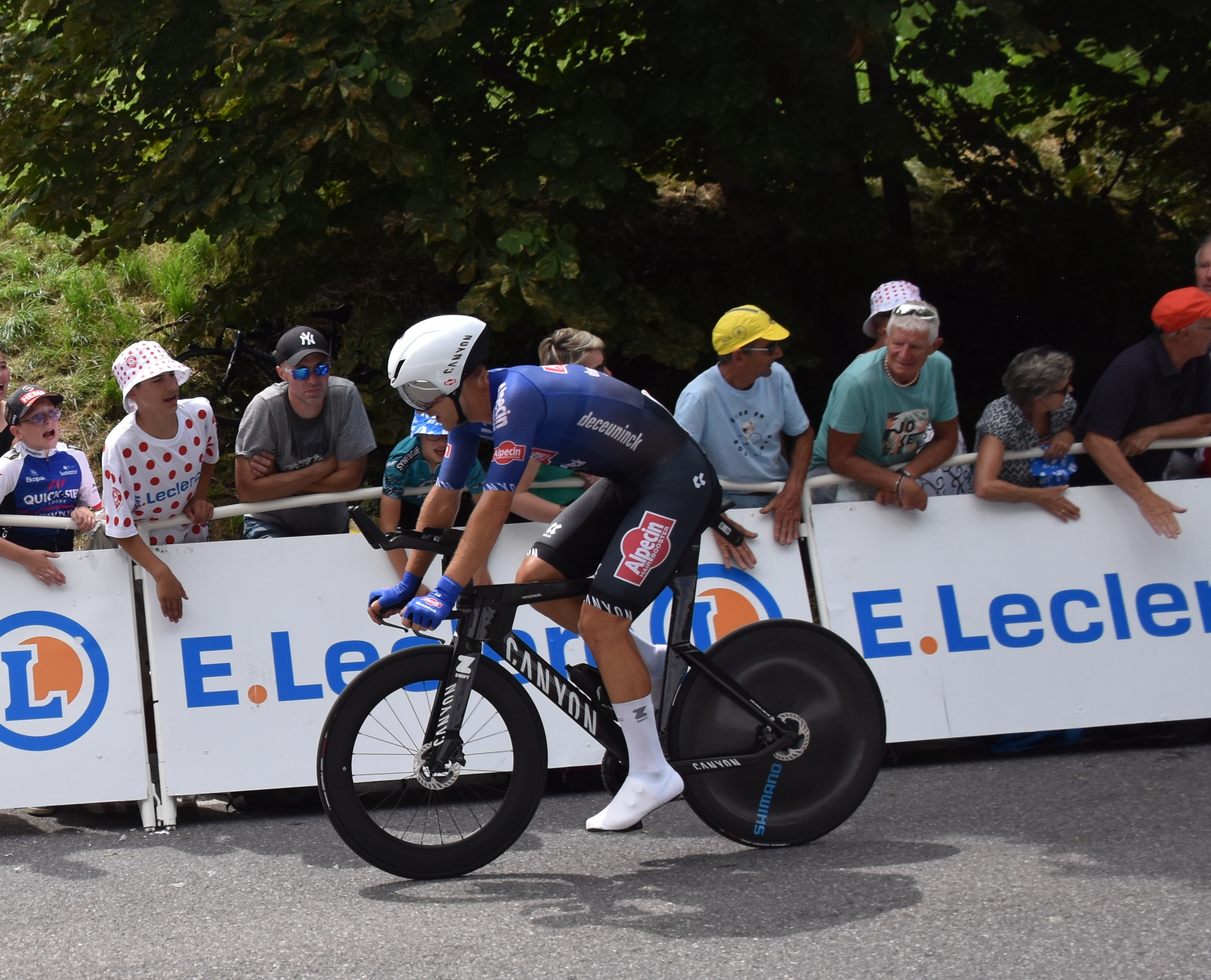
Jonas Rickaert - Tour de France 2023 -Contre la montre individuel.

#### Tour de France
4 participations
- 2021 : 95e
- 2023 : 114e
- 2024 : hors délais (12e étape)
- 2025 : 98e

### Classements mondiaux
| Année                                 | 2014 | 2015 | 2016 | 2017 | 2018 | 2019  | 2020 | 2021 | 2022 | 2023 | 2024  |
| ------------------------------------- | ---- | ---- | ---- | ---- | ---- | ----- | ---- | ---- | ---- | ---- | ----- |
| Classement mondial                    |      |      | 908e | 532e | 199e | 2251e | 140e | 245e | nc   | 566e | 1376e |
| UCI Europe Tour                       | 576e | nc   | 649e | 345e | 84e  | 1443e | 114e | 209e | nc   | nc   | nc    |
|                                       |      |      |      |      |      |       |      |      |      |      |       |
| Légende : nc = non classéSource : UCI |      |      |      |      |      |       |      |      |      |      |       |

## Palmarès sur piste

### Championnats du monde
- Invercargill 2012
  -  Médaillé d'argent de l'américaine juniors

### Coupe du monde
- 2016-2017
  - 2e de la poursuite par équipes à Apeldoorn

### Championnats d'Europe
- Anadia 2011
  -  Médaillé de bronze de l'américaine juniors
- Anandia 2012
  -  Médaillé de bronze de l'omnium juniors

### Championnats nationaux
- 2010
  -  Champion de Belgique de poursuite par équipes débutants (avec Michael Cools, Miel Pyfferoen et Niels Vanderaerden)
  -  Champion de Belgique de vitesse par équipes débutants (avec Niels Vanderaerden et Killian Michiels)
- 2011
  - 2e du championnat de Belgique de poursuite juniors
  - 2e du championnat de Belgique de course aux points juniors
  - 2e du championnat de Belgique de l'américaine juniors
  - 2e du championnat de Belgique de poursuite par équipes juniors
  - 2e du championnat de Belgique de vitesse par équipes juniors
  - 2e du championnat de Belgique du kilomètre juniors
  - 3e du championnat de Belgique de l'omnium juniors
- 2012
  -  Champion de Belgique de poursuite individuelle juniors
  -  Champion de Belgique de l'américaine juniors (avec Otto Vergaerde)
  -  Champion de Belgique de poursuite par équipes juniors (avec Laurent Wernimont, Michael Goolaerts et Aimé De Gendt)
  -  Champion de Belgique de vitesse par équipes juniors (avec Laurent Wernimont et Michael Goolaerts)
  -  Champion de Belgique du kilomètre juniors
  - 2e du championnat de Belgique de l'omnium juniors
  - 2e du championnat de Belgique de keirin juniors
- 2013
  -  Champion de Belgique de poursuite par équipes (avec Otto Vergaerde, Tiesj Benoot et Aimé De Gendt)
  - 2e du championnat de Belgique de l'omnium
- 2014
  -  Champion de Belgique de poursuite individuelle
  - 2e du championnat de Belgique de l'omnium
  - 2e du championnat de Belgique du kilomètre
  - 3e du championnat de Belgique de l'américaine
- 2017
  - 2e du championnat de Belgique de course aux points
  - 2e du championnat de Belgique de l'omnium
- 2023
  - 3e du championnat de Belgique de l'américaine